# Kalkulowana średnia meczowa
W polskiej lidze żużlowej na wzór brytyjskiej średniej CMA w latach 1999–2002 oraz 2011–2013 obowiązywała KSM, czyli kalkulowana średnia meczowa. Średnia obliczana była na podstawie wzoru:
KSM zawodnika = średnia liczba punktów zawodnika na bieg w sezonie poprzednim z uwzględnieniem punktów bonusowych x 4.
W razie przejścia zawodnika z wyższej ligi do niższej, jego KSM mnoży się dodatkowo przez określony w regulaminie rozgrywek na dany sezon współczynnik, a w razie przejścia z niższej ligi do wyższej – dzieli przez ten sam współczynnik.
Wynik mnożenia zaokrągla się do dwóch miejsc po przecinku dziesiętnym. Maksymalny możliwy KSM zawodnika to 12,00 pkt./mecz, minimalny – 2,50 pkt./mecz. Jeżeli obliczona w sposób określony w dwóch powyższych akapitach średnia jest mniejsza od 2,50 pkt./mecz, przyjmuje się, że jest ona równa właśnie tyle. 
Władze ligi na początku sezonu ustalają maksymalną sumę KSM przypadającą na drużynę w meczu. Do sumy KSM drużyny wlicza się 6 najwyższych indywidualnych KSM zawodników spośród wszystkich zgłoszonych do danych zawodów, łącznie z zawodnikiem zastępowanym, jeśli takowy został wystawiony do meczu.
Średnia miała w założeniu ograniczać liczbę czołowych żużlowców w jednym zespole, co miało wyrównać poziom polskiej ligi i zlikwidować dominacje klubów.